# Cirrus (міжбанківська мережа)
Cirrus  — всесвітня міжбанківська мережа, заснована в 1986. У 1988 банкоматна мережа Cirrus була придбана та відтоді управляється корпорацією MasterCard. Вона об'єднує кредитні, дебетові та передплачені картки платіжних систем MasterCard, Maestro, Diners Club International в єдину мережу, що зв'язує з більш ніж 1 млн. банкоматів в 93 країнах світу. Заснована в 1982 році, до її придбання Mastercard в 1987 році, Cirrus System, LLC належала Bank of Montreal, BayBanks Inc., First Interstate Bancorp, Mellon Bank, NBD Bancorp Inc. та Norwest Corp.
За замовчуванням картки Maestro пов'язані з мережею Cirrus, але часто в точках прийому карток вивішені всі три логотипу сімейства MasterCard: власне MasterCard, Maestro і Cirrus. Банкомати в Канаді, США та в Саудівській Аравії використовують цю мережу як місцеву та багато банків також взяли Cirrus як національну міжбанківську мережу нарівні з їх місцевою мережею або використовуючи одночасно з банкоматною мережею PLUS, підконтрольною VISA. У регіонах, таких як Індія та Бангладеш, мережа Cirrus також служить як місцева та національна міжбанківська мережа. 
У Швеції мережа Cirrus замінила місцеву, ставши національною мережею, що об'єднує всі банкомати країни. 

## Зовнішні партнери
У період з 2003 по 2010 MasterCard працювала в партнерстві з Diners Club International і картки, емітовані в рамках бренду Diners Club, приймалися в банкоматах, забезпечених логотипом Cirrus і через неї з'єднані з картковою системою MasterCard. 